# Université de Nipissing
Pour les articles homonymes, voir Nipissing.
L’Université de Nipissing est une université canadienne située à North Bay (Ontario).

## Historique
Les origines de l’Université remontent à 1947, alors que les résidents de North Bay formèrent un comité dans le but d’établir une université dans leur ville, ce qui fut accompli en 1960 lors de la fondation de l’université du Nord-Est,. Afin de s’assurer d’un financement stable à titre d’institution universitaire, cette dernière s’affilia à l’Université Laurentienne le 18 février 1967 et changea de nom le 4 avril 2017 pour devenir le « Collège de Nipissing », car il n’était pas permis à deux universités d’être affiliées ensemble.
En 1972, le « Centre collégial d’éducation » ouvrit officiellement ses portes et son bâtiment principal, qui fait toujours partie de l’Université de Nipissing, était partagé entre le Collège de Nipissing, le Collège Canadore (en) (un campus du Collège Cambrien (en) de Sudbury), l’École d’infirmières Saint Joseph et l’École normale de North Bay. L’année suivante, cette dernière s’incorpora au Collège de Nipissing afin de former l’actuelle faculté d’éducation,.
Ce n’est qu’en 1992 que l’Université de Nipissing reçut sa charte en tant qu’université indépendante, permettant à l’Université d’émettre elle-même des baccalauréats,. Le 12 décembre 2001, le gouvernement ontarien adopta un projet de loi afin de réviser la charte de l’université et lui permettre également d’émettre des diplômes de 2e et de 3e cycle.